# 도요토미촌 (효고현)
도요토미촌(豊富村)은 효고현 간자키군에 있던 촌이다. 현재의 히메지시에 해당한다.